# El Vergel y Anexos
El Vergel y Anexos är en ort i Mexiko.   Den ligger i kommunen San Felipe och delstaten Guanajuato, i den centrala delen av landet, 300 km nordväst om huvudstaden Mexico City. El Vergel y Anexos ligger 2 036 meter över havet och antalet invånare är 198.
Terrängen runt El Vergel y Anexos är platt norrut, men söderut är den kuperad. Runt El Vergel y Anexos är det ganska glesbefolkat, med 31 invånare per kvadratkilometer. Närmaste större samhälle är San Felipe, 14,9 km norr om El Vergel y Anexos. Trakten runt El Vergel y Anexos består i huvudsak av gräsmarker.